# Iwan Łutak
Iwan Kindratowycz Łutak (ukr. Іван Кіндратович Лутак, ros. Иван Кондратьевич Лутак; ur. 3 czerwca 1919 we wsi Komariwka w guberni kijowskiej, zm. 30 stycznia 2009) – radziecki i ukraiński polityk, członek Biura Politycznego KC KPU (1967–1976), II sekretarz KC KPU (1969–1976), członek KC KPZR (1964–1976 i 1986–1989), Bohater Pracy Socjalistycznej (1986).

## Życiorys
Od 1940 w WKP(b), do 1941 studiował w Kijowskim Instytucie Rolniczym, w 1942 ukończył Kazachski Instytut Rolniczy, w latach 1942–1945 w Armii Czerwonej, uczestnik walk z Niemcami na Froncie Centralnym, Białoruskim i 1 Ukraińskim. Szef służby chemicznej pułku, w marcu 1944 ciężko ranny, w latach 1945–1946 zastępca dyrektora kombinatu cukrowego w obwodzie kijowskim, w 1946 zastępca przewodniczącego komitetu wykonawczego rady rejonowej, 1946–1947 słuchacz Wyższej Szkoły Partyjnej przy KC KP(b)U. W latach 1947–1949 II sekretarz, a 1949–1951 I sekretarz rejonowego komitetu KP(b)U, 1951-953 kierownik wydziału rolnego Komitetu Obwodowego KP(b)U/KPU w Kijowie, 1953–1954 I sekretarz rejonowego komitetu KPU w obwodzie kijowskim. Od 1954 do stycznia 1961 przewodniczący Komitetu Wykonawczego Rady Obwodowej w Czerkasach, od 26 marca 1954 do 17 stycznia 1956 członek Komisji Rewizyjnej KPU, od 21 stycznia 1956 do 27 września 1961 zastępca członka, a od 30 września 1961 do 19 czerwca 1990 członek KC KPU. Od 3 stycznia 1961 do 5 kwietnia 1967 I sekretarz Krymskiego Komitetu Obwodowego (od stycznia 1963 do grudnia 1964: Krymskiego Wiejskiego Komitetu Obwodowego) KPU, od 16 listopada 1964 do 24 lutego 1976 członek KC KPZR. Od 23 stycznia 1967 do 19 czerwca 1969 sekretarz KC KPU, równocześnie od 23 stycznia 1967 do 10 lutego 1976 członek Biura Politycznego KC KPU, od 19 czerwca 1969 do 30 stycznia 1976 II sekretarz KC KPU. Od 27 stycznia 1976 do 9 września 1988 I sekretarz Komitetu Obwodowego KPU w Czerkasach, od 6 marca 1986 do 25 kwietnia 1989 ponownie członek KC KPZR, od września 1988 na emeryturze. Deputowany do Rady Najwyższej ZSRR od 6 do 11 kadencji.

## Odznaczenia
- Medal Sierp i Młot Bohatera Pracy Socjalistycznej (28 lutego 1986)
- Order Lenina (pięciokrotnie)
- Order „Za zasługi” (Ukraina) II klasy (2004)
- Order „Za zasługi” (Ukraina) III klasy (1999)
- Order Rewolucji Październikowej
- Order Czerwonego Sztandaru Pracy
- Order Wojny Ojczyźnianej I klasy
- Order Czerwonej Gwiazdy (25 czerwca 1944)
- Medal „Za zasługi bojowe” (23 sierpnia 1943)

I medale.